# Séries éliminatoires de la Coupe Stanley 1974
Année précédente Année suivante
Les séries éliminatoires de la Coupe Stanley 1974 font suite à la saison 1973-1974 de la Ligue nationale de hockey. Les Flyers de Philadelphie remportent la Coupe Stanley en battant en finale les Bruins de Boston sur le score de 4 matchs à 2.

## Tableau récapitulatif
|  | Quarts de finale | Quarts de finale    | Quarts de finale | Quarts de finale |    |              | Demi-finales | Demi-finales | Demi-finales | Demi-finales |  |  | Finale | Finale | Finale | Finale |
|  |                  |                     |                  |                  |    |              |              |              |              |              |  |  |        |        |        |        |
|  |                  |                     |                  |                  |    |              |              |              |              |              |  |  |        |        |        |        |
|  |                  |                     |                  |                  |    |              |              |              |              |              |  |  |        |        |        |        |
|  | E1               | Boston              | 4                | 4                |    |              |              |              |              |              |  |  |        |        |        |        |
|  | E1               | Boston              | 4                | 4                |    |              |              |              |              |              |  |  |        |        |        |        |
|  | E4               | Toronto             | 0                | 0                |    |              |              |              |              |              |  |  |        |        |        |        |
|  | E4               | Toronto             | 0                | 0                | E1 | Boston       | 4            | 4            |              |              |  |  |        |        |        |        |
|  |                  |                     |                  |                  | E1 | Boston       | 4            | 4            |              |              |  |  |        |        |        |        |
|  |                  |                     | O2               | Chicago          | 2  | 2            |              |              |              |              |  |  |        |        |        |        |
|  | O2               | Chicago             | O2               | Chicago          | 2  | 2            | 4            | 4            |              |              |  |  |        |        |        |        |
|  | O2               | Chicago             |                  |                  |    |              |              | 4            |              |              |  |  |        |        |        |        |
|  | O3               | Los Angeles         | 1                | 1                |    |              |              |              |              |              |  |  |        |        |        |        |
|  | O3               | Los Angeles         | 1                | 1                | E1 | Boston       | 2            | 2            |              |              |  |  |        |        |        |        |
|  |                  |                     |                  |                  | E1 | Boston       | 2            | 2            |              |              |  |  |        |        |        |        |
|  |                  |                     | O1               | Philadelphie     | 4  | 4            |              |              |              |              |  |  |        |        |        |        |
|  | O1               | Philadelphie        | O1               | Philadelphie     | 4  | 4            | 4            | 4            |              |              |  |  |        |        |        |        |
|  | O1               | Philadelphie        |                  |                  |    |              |              |              |              |              |  |  |        |        |        |        |
|  | O4               | Atlanta             | 0                | 0                |    |              |              |              |              |              |  |  |        |        |        |        |
|  | O4               | Atlanta             | 0                | 0                | O1 | Philadelphie | 4            | 4            |              |              |  |  |        |        |        |        |
|  |                  |                     |                  |                  | O1 | Philadelphie | 4            | 4            |              |              |  |  |        |        |        |        |
|  |                  |                     | E2               | New York         | 3  | 3            |              |              |              |              |  |  |        |        |        |        |
|  | E2               | Montréal            | E2               | New York         | 3  | 3            | 2            | 2            |              |              |  |  |        |        |        |        |
|  | E2               | Montréal            |                  |                  |    |              |              | 2            |              |              |  |  |        |        |        |        |
|  | E3               | Rangers de New York | 4                | 4                |    |              |              |              |              |              |  |  |        |        |        |        |
|  | E3               | Rangers de New York | 4                | 4                |    |              |              |              |              |              |  |  |        |        |        |        |
|  |                  |                     |                  |                  |    |              |              |              |              |              |  |  |        |        |        |        |

## Détails des séries

### Quarts de finale

#### Boston contre Toronto
| 10 avril | Bruins de Boston | 1-0 (0-0, 1-0, 0-0) | Maple Leafs de Toronto | Boston Garden 15 003 spectateurs |

| Feuille de match | Feuille de match                         | Feuille de match | Feuille de match | Feuille de match |
| ---------------- | ---------------------------------------- | ---------------- | ---------------- | ---------------- |
|                  | Sheppard (Smith, Marcotte) — 24 min 22 s | 1-0              |                  |                  |
| Gilbert          | Gardiens                                 | Favell           |                  |                  |
|                  |                                          |                  |                  |                  |
| 33               | Tirs                                     | 35               |                  |                  |

| 11 avril | Bruins de Boston | 6-3 (2-2, 2-1, 2-0) | Maple Leafs de Toronto | Boston Garden 15 003 spectateurs |

| Feuille de match | Feuille de match | Feuille de match                    | Feuille de match                                                                                                  | Feuille de match |
| ---------------- | --- | ----------------------------------- | --- | ---------------- |
|                  | Hodge (Esposito) — 8 min 56 s Schmautz (Sheppard, Orr) — 15 min 46 s Bucyk (Schmautz, Sheppard) — 23 min 31 s Cashman (Schmautz, Sheppard) — 33 min 13 s Esposito (Bucyk, Vadnais) — 47 min 34 s Sheppard — 59 min 14 s (CV) | 1-0 1-1 2-1 2-2 3-2 4-2 4-3 5-3 6-3 | Ellis (Keon, Monahan) — 14 min 24 s Keon (Ellis, Neely) — 19 min 6 s Sittler (McKenny, Salming) — 35 min 1 s (SN) |                  |
| Gilbert          | Gardiens | Favell                              | |                  |
|                  | |                                     | |                  |
| 37               | Tirs | 16                                  | |                  |

| 13 avril | Maple Leafs de Toronto | 3-6 (1-0, 1-4, 1-2) | Bruins de Boston | Maple Leaf Gardens 16 485 spectateurs |

| Feuille de match | Feuille de match                                                                                            | Feuille de match                    | Feuille de match | Feuille de match |
| ---------------- | --- | ----------------------------------- | --- | ---------------- |
|                  | Neely (Ecclestone, Ullman) — 8 min 54 s Sittler (Neely) — 39 min 30 s Shack (Ferguson, Neely) — 42 min 20 s | 1-0 1-1 1-2 1-3 1-4 2-4 2-5 3-5 3-6 | Savard (Vadnais, Orr) — 21 min 59 s Sheppard (Schmautz, Bucyk) — 25 min 44 s Sheppard (Bucyk, Schmautz) — 36 min 46 s Bucyk (Sheppard) — 37 min Cashman (Hodge, Gilbert) — 41 min 22 s Schmautz — 51 min 42 s |                  |
| Johnston         | Gardiens | Gilbert                             | |                  |
|                  | |                                     | |                  |
| 48               | Tirs | 30                                  | |                  |

| 14 avril | Maple Leafs de Toronto | 3-4 (pr) (1-1, 1-1, 1-1, 0-1) | Bruins de Boston | Maple Leaf Gardens 16 485 spectateurs |

| Feuille de match | Feuille de match | Feuille de match            | Feuille de match | Feuille de match |
| ---------------- | --- | --------------------------- | --- | ---------------- |
|                  | Ellis (Henderson, Keon) — 14 min 56 s Ullman (Thompson, McKenny) — 28 min 58 s Hammarström (Henderson, Sittler) — 58 min 43 s | 0-1 1-1 1-2 2-2 2-3 3-3 3-4 | O'Reilly (Marcotte, Edestrand) — 8 min 53 s Hodge (Orr) — 26 min 51 s Orr (Hodge, Cashman) — 57 min 34 s (SN) Hodge (Vadnais, Cashman) — 61 min 27 s |                  |
| Favell           | Gardiens | Gilbert                     | |                  |
|                  | |                             | |                  |
| 33               | Tirs | 44                          | |                  |

#### Chicago contre Los Angeles
| 10 avril | Black Hawks de Chicago | 3-1 (0-1, 2-0, 1-0) | Kings de Los Angeles | Chicago Stadium 18 000 spectateurs |

| Feuille de match | Feuille de match                                                                                    | Feuille de match | Feuille de match                     | Feuille de match |
| ---------------- | --------------------------------------------------------------------------------------------------- | ---------------- | ------------------------------------ | ---------------- |
|                  | - D. Rota (Bordeleau) — 31 min 13 s Koroll (Redmond, White) — 36 min 51 s Mikita — 59 min 12 s (CV) | 0-1 1-1 2-1 3-1  | Carr (Williams) — 9 min 8 s (SN) - - |                  |
| Esposito         | Gardiens                                                                                            | Vachon           |                                      |                  |
|                  | |                  |                                      |                  |
| 32               | Tirs                                                                                                | 28               |                                      |                  |

| 11 avril | Black Hawks de Chicago | 4-1 | Kings de Los Angeles | Chicago Stadium 17 800 spectateurs |

| Feuille de match | Feuille de match | Feuille de match    | Feuille de match                            | Feuille de match |
| ---------------- | --- | ------------------- | ------------------------------------------- | ---------------- |
|                  | Redmond (White, Tallon) — 12 min 21 s (SN) - Mikita (White) — 38 min 13 s Hull (Tallon) — 43 min 7 s Pappin (Hull) — 59 min 27 s (CV) | 1-0 1-1 2-1 3-1 4-1 | - Nevin (Goring, Corrigan) — 24 min 3 s - - |                  |
| Esposito         | Gardiens | Vachon              |                                             |                  |
|                  | |                     |                                             |                  |
| 28               | Tirs | 35                  |                                             |                  |

| 13 avril | Kings de Los Angeles | 0-1 (0-1, 0-0, 0-0) | Black Hawks de Chicago | The Forum 15 505 spectateurs |

| Feuille de match | Feuille de match | Feuille de match | Feuille de match               | Feuille de match |
| ---------------- | ---------------- | ---------------- | ------------------------------ | ---------------- |
|                  | -                | 0-1              | Gagnon (Mikita, Koroll) — 30 s |                  |
| Vachon           | Gardiens         | Esposito         |                                |                  |
|                  |                  |                  |                                |                  |
| 32               | Tirs             | 10               |                                |                  |

| 14 avril | Kings de Los Angeles | 5-1 (0-1, 1-0, 4-0) | Black Hawks de Chicago | The Forum 12 912 spectateurs |

| Feuille de match | Feuille de match | Feuille de match        | Feuille de match                       | Feuille de match |
| ---------------- | --- | ----------------------- | -------------------------------------- | ---------------- |
|                  | - Carr (Murphy, Kannegiesser) — 24 min 4 s Widing (Long) — 43 min 24 s Williams (Murphy) — 46 min 29 s Williams (Murphy) — 50 min 27 s Williams (R. Rota, Carr) — 52 min 47 s (SN) | 0-1 1-1 2-1 3-1 4-1 5-1 | Hull (Pappin, Jarrett) — 3 min 7 s - - |                  |
| Edwards          | Gardiens | Veisor                  |                                        |                  |
|                  | |                         |                                        |                  |
| 33               | Tirs | 23                      |                                        |                  |

| 16 avril | Black Hawks de Chicago | 1-0 (0-0, 0-0, 1-0) | Kings de Los Angeles | Chicago Stadium 16 666 spectateurs |

| Feuille de match | Feuille de match     | Feuille de match | Feuille de match | Feuille de match |
| ---------------- | -------------------- | ---------------- | ---------------- | ---------------- |
|                  | Pappin — 55 min 23 s | 1-0              | -                |                  |
| Esposito         | Gardiens             | Vachon           |                  |                  |
|                  |                      |                  |                  |                  |
| 28               | Tirs                 | 18               |                  |                  |

#### Philadelphie contre Atlanta
| 9 avril | Flyers de Philadelphie | 4-1 (1-0, 1-0, 2-1) | Flames d'Atlanta | The Spectrum 17 007 spectateurs |

| Feuille de match | Feuille de match | Feuille de match    | Feuille de match     | Feuille de match |
| ---------------- | --- | ------------------- | -------------------- | ---------------- |
|                  | Dornhoefer (Crisp) — 19 min 56 s (IN) Bladon (MacLeish, Clarke) — 33 min 36 s Kindrachuk (Schultz, Saleski) — 48 min 59 s Kindrachuk (Barber, Flett) — 52 min 9 s | 1-0 2-0 3-0 3-1 4-1 | Murray — 49 min 29 s |                  |
| Parent           | Gardiens | Myre                |                      |                  |
|                  | |                     |                      |                  |
| 41               | Tirs | 32                  |                      |                  |

| 11 avril | Flyers de Philadelphie | 5-1 (1-0, 3-0, 1-1) | Flames d'Atlanta | The Spectrum 17 007 spectateurs |

| Feuille de match | Feuille de match | Feuille de match        | Feuille de match                          | Feuille de match |
| ---------------- | --- | ----------------------- | ----------------------------------------- | ---------------- |
|                  | Crisp (Saleski, Dupont) — 6 min 1 s MacLeish (Watson) — 23 min 26 s MacLeish (Lonsberry) — 26 min 20 s MacLeish (Lonsberry) — 38 min 26 s Watson (MacLeish, Dornhoefer) — 51 min 52 s (SN) | 1-0 2-0 3-0 4-0 4-1 5-1 | Comeau (Manery, Romanchych) — 41 min 31 s |                  |
| Parent           | Gardiens | Myre                    |                                           |                  |
|                  | |                         |                                           |                  |
| 33               | Tirs | 21                      |                                           |                  |

| 12 avril | Flames d'Atlanta | 1-4 (0-2, 1-1, 0-1) | Flyers de Philadelphie | Omni Coliseum 15 141 spectateurs |

| Feuille de match | Feuille de match                          | Feuille de match    | Feuille de match | Feuille de match |
| ---------------- | ----------------------------------------- | ------------------- | --- | ---------------- |
|                  | Romanchych (Lysiak, Manery) — 28 min 47 s | 0-1 0-2 1-2 1-3 1-4 | Saleski (Kindrachuk) — 2 min 51 s Clarke (Bladon, Barber) — 5 min 2 s MacLeish — 33 min 47 s (SN) Barber (Saleski, Bladon) — 42 min 20 s (SN) |                  |
| Bouchard         | Gardiens                                  | Parent              | |                  |
|                  |                                           |                     | |                  |
| 28               | Tirs                                      | 26                  | |                  |

| 14 avril | Flames d'Atlanta | 3-4 (pr) (1-0, 2-1, 0-2, 0-1) | Flyers de Philadelphie | The Omni 15 141 spectateurs |

| Feuille de match | Feuille de match | Feuille de match            | Feuille de match | Feuille de match |
| ---------------- | --- | --------------------------- | --- | ---------------- |
|                  | Romanchych (Hextall, Comeau) — 3 min 28 s Lemieux (Lysiak, Romanchych) — 25 min 33 s (SN) Comeau (Bennett, Lemieux) — 36 min 19 s | 1-0 2-0 3-0 3-1 3-2 3-3 3-4 | Dupont (Clarke) — 36 min 48 s Dornhoefer (Bladon, MacLeish) — 41 min 16 s Bladon (Clarke, Barber) — 46 min 34 s (SN) Schultz (Clarke, Flett) — 65 min 40 s |                  |
| Myre             | Gardiens | Parent                      | |                  |
|                  | |                             | |                  |
| 26               | Tirs | 39                          | |                  |

#### Montréal contre Rangers de New York
| 10 avril | Canadiens de Montréal | 1-4 (0-2, 1-1, 0-1) | Rangers de New York | Forum de Montréal 16 581 spectateurs |

| Feuille de match, | Feuille de match,                        | Feuille de match,   | Feuille de match, | Feuille de match, |
| ----------------- | ---------------------------------------- | ------------------- | --- | ----------------- |
|                   | Shutt (Lapointe, Robinson) — 28 min 59 s | 0-1 0-2 0-3 1-3 1-4 | Vickers (Rousseau, Park) — 10 min 48 s MacGregor (Stemkowski, Irvine) — 11 min 7 s Rolfe (Gilbert, Rousseau) — 22 min 43 s Park (Vickers, Fairbairn) — 58 min 11 s |                   |
| Larocque          | Gardiens                                 | Giacomin            | |                   |
|                   |                                          |                     | |                   |
| 24                | Tirs                                     | 31                  | |                   |

| 11 avril | Canadiens de Montréal | 4-1 (0-1, 2-0, 2-0) | Rangers de New York | Forum de Montréal 16 790 spectateurs |

| Feuille de match | Feuille de match | Feuille de match    | Feuille de match                           | Feuille de match |
| ---------------- | --- | ------------------- | ------------------------------------------ | ---------------- |
|                  | Shutt (Richard) — 25 min 3 s Cournoyer (Bouchard, Larocque) — 38 min 11 s Cournoyer (Lemaire) — 51 min 53 s Cournoyer (Lemaire, Lefley) — 54 min 51 s | 0-1 1-1 2-1 3-1 4-1 | MacGregor (Stemkowski, Park) — 12 min 51 s |                  |
| Larocque         | Gardiens | Giacomin            |                                            |                  |
|                  | |                     |                                            |                  |
| 31               | Tirs | 19                  |                                            |                  |

| 13 avril | Rangers de New York | 2-4 (0-3, 0-1, 2-0) | Canadiens de Montréal | Madison Square Garden 17 500 spectateurs |

| Feuille de match | Feuille de match                                                                        | Feuille de match        | Feuille de match | Feuille de match |
| ---------------- | --------------------------------------------------------------------------------------- | ----------------------- | --- | ---------------- |
|                  | Stemkowski (Rousseau, Park) — 48 min 6 s (SN) Ratelle (Gilbert, Rousseau) — 51 min 48 s | 0-1 0-2 0-3 0-4 1-4 2-4 | P. Mahovlich (Lapointe, Larocque) — 3 min 38 s Shutt (F. Mahovlich, Lemaire) — 15 min 3 s (SN) Cournoyer — 18 min 47 s Cournoyer — 20 min 49 s |                  |
| Giacomin         | Gardiens                                                                                | Larocque                | |                  |
|                  |                                                                                         |                         | |                  |
| 34               | Tirs                                                                                    | 32                      | |                  |

| 14 avril | Rangers de New York | 6-4 (1-2, 2-1, 3-1) | Canadiens de Montréal | Madison Square Garden 17 500 spectateurs |

| Feuille de match | Feuille de match | Feuille de match                        | Feuille de match | Feuille de match |
| ---------------- | --- | --------------------------------------- | --- | ---------------- |
|                  | Harris (Rousseau, Irvine) — 9 min 35 s Gilbert (Ratelle, Park) — 24 min 46 s (SN) Irvine (Stemkowski, Rolfe) — 34 min Irvine (Neilson) — 41 min 18 s MacGregor (Rolfe) — 55 min 6 s Stemkowski (MacGregor, Butler) — 59 min 18 s (CV) | 0-1 1-1 1-2 1-3 2-3 3-3 4-3 4-4 5-4 6-4 | Shutt (Larose, Richard) — 46 s P. Mahovlich (F. Mahovlich, Savard) — 18 min 37 s (SN) F. Mahovlich (Cournoyer, Lemaire) — 22 min 56 s Savard (Shutt) — 53 min 57 s |                  |
| Giacomin         | Gardiens | Larocque                                | |                  |
|                  | |                                         | |                  |
| 38               | Tirs | 28                                      | |                  |

| 16 avril | Canadiens de Montréal | 2-3 (pr) (1-1, 0-0, 1-1, 0-1) | Rangers de New York | Forum de Montréal 16 775 spectateurs |

| Feuille de match | Feuille de match                                                   | Feuille de match    | Feuille de match                                                                                              | Feuille de match |
| ---------------- | ------------------------------------------------------------------ | ------------------- | --- | ---------------- |
|                  | Richard (Larose, Shutt) — 49 s Wilson (P. Mahovlich) — 45 min 24 s | 1-0 1-1 2-1 2-2 2-3 | MacGregor (Ratelle) — 12 min 42 s MacGregor (Park, Stemkowski) — 59 min 44 s Harris (Stemkowski) — 64 min 7 s |                  |
| Larocque         | Gardiens                                                           | Giacomin            | |                  |
|                  |                                                                    |                     | |                  |
| 27               | Tirs                                                               | 42                  | |                  |

| 18 avril | Rangers de New York | 5-2 (0-1, 2-1, 3-0) | Canadiens de Montréal | Madison Square Garden 17 500 spectateurs |

| Feuille de match | Feuille de match | Feuille de match            | Feuille de match                                                              | Feuille de match |
| ---------------- | --- | --------------------------- | ----------------------------------------------------------------------------- | ---------------- |
|                  | MacGregor (Park) — 28 min 41 s Fairbairn (Vickers, Marotte) — 29 min 27 s Ratelle (Gilbert, Irvine) — 51 min 4 s Stemkowski (Rolfe) — 59 min 6 s (CV) Stemkowski (Fairbairn, Rolfe) — 59 min 24 s (CV) | 0-1 0-2 1-2 2-2 3-2 4-2 5-2 | Richard (Cournoyer, Shutt) — 9 min 15 s Shutt (Lafleur, Richard) — 22 min 7 s |                  |
| Giacomin         | Gardiens | Larocque                    |                                                                               |                  |
|                  | |                             |                                                                               |                  |
| 37               | Tirs | 24                          |                                                                               |                  |

### Demi-finales

#### Boston contre Chicago
| 18 avril | Bruins de Boston | 2-4 (1-0, 0-2, 1-2) | Black Hawks de Chicago | Boston Garden 15 003 spectateurs |

| Feuille de match | Feuille de match                                                                        | Feuille de match        | Feuille de match | Feuille de match |
| ---------------- | --------------------------------------------------------------------------------------- | ----------------------- | --- | ---------------- |
|                  | P. Esposito (Cashman, Orr) — 6 min 40 s (SN) - Edestrand (P. Esposito) — 49 min 8 s - - | 1-0 1-1 1-2 2-2 2-3 2-4 | - Mikita (Koroll, Pappin) — 23 min 48 s D. Rota (Pappin) — 28 min 12 s - Marks (Pappin) — 56 min 56 s Hull — 59 min 39 s (CV) |                  |
| Gilbert          | Gardiens                                                                                | T. Esposito             | |                  |
|                  |                                                                                         |                         | |                  |
| 48               | Tirs                                                                                    | 24                      | |                  |

| 21 avril | Bruins de Boston | 8-6 (2-2, 2-2, 4-2) | Black Hawks de Chicago | Boston Garden 15 003 spectateurs |

| Feuille de match | Feuille de match | Feuille de match                                        | Feuille de match | Feuille de match |
| ---------------- | --- | ------------------------------------------------------- | --- | ---------------- |
|                  | Bucyk (Orr, Vadnais) — 6 min 44 s - Bucyk (Orr, Vadnais) — 11 min 56 s (IN) - O'Reilly (Smith, Gilbert) — 21 min 28 s - Bucyk (Orr, Vadnais) — 37 min 34 s (SN) P. Esposito (Cashman, Forbes) — 41 min 59 s - Schmautz (Bucyk) — 47 min 56 s Marcotte (Savard, O'Reilly) — 48 min 40 s Sheppard (Schmautz, Smith) — 51 min 53 s - | 1-0 1-1 2-1 2-2 3-2 3-3 3-4 4-4 5-4 5-5 6-5 7-5 8-5 8-6 | - D. Rota (Pappin, Tallon) — 9 min 4 s - Tallon (Mikita, Redmond) — 19 min 50 s - Hull (White, Redmond) — 24 min 40 s Gagnon (Redmond, White) — 32 min 38 s - Hull (Redmond) — 45 min 12 s - Marks (Pappin) — 53 min 52 s |                  |
| Gilbert          | Gardiens | T. Esposito                                             | |                  |
|                  | |                                                         | |                  |
| 35               | Tirs | 29                                                      | |                  |

| 23 avril | Black Hawks de Chicago | 4-3 (pr) (0-1, 1-1, 2-1, 1-0) | Bruins de Boston | Chicago Stadium 16 666 spectateurs |

| Feuille de match | Feuille de match | Feuille de match            | Feuille de match | Feuille de match |
| ---------------- | --- | --------------------------- | --- | ---------------- |
|                  | - White (Mikita, Koroll) — 23 min 9 s (SN) - Mikita (Koroll, White) — 51 min 36 s (SN) Mikita (Gagnon, Koroll) — 53 min 3 s Pappin (White, Bordeleau) — 63 min 48 s | 0-1 1-1 1-2 1-3 2-3 3-3 4-3 | Vadnais (Hodge, Cashman) — 13 min 18 s (SN) - Sheppard (Bucyk) — 36 min 39 s Hodge (P. Esposito, Vadnais) — 44 min 55 s (SN) - - |                  |
| T. Esposito      | Gardiens | Gilbert                     | |                  |
|                  | |                             | |                  |
| 40               | Tirs | 36                          | |                  |

| 25 avril | Black Hawks de Chicago | 2-5 (1-2, 1-2, 0-1) | Bruins de Boston | Chicago Stadium 16 666 spectateurs |

| Feuille de match | Feuille de match                                                             | Feuille de match            | Feuille de match | Feuille de match |
| ---------------- | ---------------------------------------------------------------------------- | --------------------------- | --- | ---------------- |
|                  | Martin (Hull, Russell) — 10 min 50 s - Magnuson (Hull, Maki) — 35 min 23 s - | 1-0 1-1 1-2 1-3 1-4 2-4 2-5 | - Sheppard (Bucyk, Edestrand) — 12 min 7 s Hodge (Cashman) — 19 min 51 s P. Esposito (Hodge, Gilbert) — 30 min 29 s (SN) Savard — 34 min 31 s - Cashman — 59 min 31 s (CV) |                  |
| T. Esposito      | Gardiens                                                                     | Gilbert                     | |                  |
|                  |                                                                              |                             | |                  |
| 24               | Tirs                                                                         | 31                          | |                  |

| 28 avril | Bruins de Boston | 6-2 (1-0, 5-1, 0-1) | Black Hawks de Chicago | Boston Garden 15 003 spectateurs |

| Feuille de match | Feuille de match | Feuille de match                     | Feuille de match                                                                  | Feuille de match |
| ---------------- | --- | ------------------------------------ | --------------------------------------------------------------------------------- | ---------------- |
|                  | Bucyk (Smith, Sheppard) — 15 min 13 s Bucyk (Sheppard) — 20 min 47 s P. Esposito (Hodge, Cashman) — 22 min 9 s Smith (O'Reilly , Vadnais) — 23 min 35 s - P. Esposito (Hodge, Orr) — 26 min 50 s Sheppard (Schmautz, Bucyk) — 37 min 25 s - | 1-0 2-0 3-0 4-0 4-1 5-1 6-1 6-2      | - Koroll (Mikita) — 26 min 2 s (SN) - Martin (Redmond, Pappin) — 42 min 25 s (SN) |                  |
| Gilbert          | Gardiens | T. Esposito (40 min) Veisor (20 min) |                                                                                   |                  |
|                  | |                                      |                                                                                   |                  |
| 35               | Tirs | 21                                   |                                                                                   |                  |

| 30 avril | Black Hawks de Chicago | 2-4 (1-0, 0-2, 1-2) | Bruins de Boston | Chicago Stadium 16 666 spectateurs |

| Feuille de match | Feuille de match                                                                | Feuille de match        | Feuille de match | Feuille de match |
| ---------------- | ------------------------------------------------------------------------------- | ----------------------- | --- | ---------------- |
|                  | Koroll (Mikita, Gagnon) — 7 min 16 s - Frig (Mikita, Redmond) — 44 min 18 s - - | 1-0 1-1 1-2 2-2 2-3 2-4 | - Marcotte (O'Reilly , Orr) — 25 min 59 s Marcotte (Vadnais, O'Reilly) — 30 min 5 s - Sheppard (Smith) — 58 min 11 s P. Esposito (Orr) — 58 min 44 s (CV) |                  |
| T. Esposito      | Gardiens                                                                        | Gilbert                 | |                  |
|                  |                                                                                 |                         | |                  |
| 27               | Tirs                                                                            | 31                      | |                  |

#### Philadelphie contre Rangers de New York
| 20 avril | Flyers de Philadelphie | 4-0 (1-0, 2-0, 1-0) | Rangers de New York | The Spectrum 17 007 spectateurs |

| Feuille de match | Feuille de match | Feuille de match | Feuille de match | Feuille de match |
| ---------------- | --- | ---------------- | ---------------- | ---------------- |
|                  | MacLeish (Barber, Dornhoefer) — 19 min 3 s (SN) Lonsberry (Dornhoefer, MacLeish) — 24 min 33 s Barber (Kindrachuk, Saleski) — 25 min 25 s MacLeish (Lonsberry, Dornhoefer) — 58 min 7 s | 1-0 2-0 3-0 4-0  | - -              |                  |
| Parent           | Gardiens | Giacomin         |                  |                  |
|                  | |                  |                  |                  |
| 23               | Tirs | 91               |                  |                  |

| 23 avril | Flyers de Philadelphie | 5-2 (1-0, 1-1, 3-1) | Rangers de New York | The Spectrum 17 007 spectateurs |

| Feuille de match | Feuille de match | Feuille de match            | Feuille de match                                                                      | Feuille de match |
| ---------------- | --- | --------------------------- | ------------------------------------------------------------------------------------- | ---------------- |
|                  | Clarke (Lonsberry, Bladon) — 8 min 13 s (SN) Van Impe — 30 min 37 s - Lonsberry — 47 min 54 s (IN) - MacLeish (Dornhoefer, Lonsberry) — 56 min 27 s Lonsberry — 59 min 26 s (CV) Jack Egers | 1-0 2-0 2-1 3-1 3-2 4-2 5-2 | - - Egers (Rousseau) — 38 min 36 s - Park (Rousseau, Ratelle) — 48 min 10 s - - Egers |                  |
| Parent           | Gardiens | Giacomin Villemure          |                                                                                       |                  |
|                  | |                             |                                                                                       |                  |
| 30               | Tirs | 30                          |                                                                                       |                  |

| 25 avril | Rangers de New York | 5-3 (1-2, 2-1, 2-0) | Flyers de Philadelphie | Madison Square Garden 17 500 spectateurs |

| Feuille de match | Feuille de match | Feuille de match                | Feuille de match | Feuille de match |
| ---------------- | --- | ------------------------------- | --- | ---------------- |
|                  | - Fairbairn (Tkaczuk) — 14 min 28 s - Vickers (Vickers, Tkaczuk) — 33 min 57 s (SN) Hadfield (Gilbert) — 38 min 44 s Park (Gilbert, Irvine) — 48 min 53 s (SN) Gilbert (Irvine, Rolfe) — 53 min 14 s | 0-1 0-2 1-2 1-3 2-3 3-3 4-3 5-3 | MacLeish (Clarke) — 6 min 57 s Dupont (Clarke) — 12 min 20 s - Dornhoefer (Lonsberry, Bladon) — 31 min 33 s (SN) - - |                  |
| Giacomin         | Gardiens | Parent                          | |                  |
|                  | |                                 | |                  |
| 39               | Tirs | 15                              | |                  |

| 28 avril | Rangers de New York | 2-1 (pr) (0-1, 1-0, 0-1, 0-0) | Flyers de Philadelphie | Madison Square Garden 17 500 spectateurs |

| Feuille de match | Feuille de match                                                                  | Feuille de match | Feuille de match                               | Feuille de match |
| ---------------- | --------------------------------------------------------------------------------- | ---------------- | ---------------------------------------------- | ---------------- |
|                  | - Rousseau (Park, Gilbert) — 38 min 13 s Gilbert (Tkaczuk, Vickers) — 64 min 20 s | 0-1 1-1 2-1      | Watson (Kindrachuk, Schultz) — 15 min 32 s - - |                  |
| Giacomin         | Gardiens                                                                          | Parent           |                                                |                  |
|                  |                                                                                   |                  |                                                |                  |
| 37               | Tirs                                                                              | 20               |                                                |                  |

| 30 avril | Flyers de Philadelphie | 4-1 (0-1, 2-0, 2-0) | Rangers de New York | The Spectrum 17 007 spectateurs |

| Feuille de match | Feuille de match | Feuille de match    | Feuille de match                               | Feuille de match |
| ---------------- | --- | ------------------- | ---------------------------------------------- | ---------------- |
|                  | - Bladon (Lonsberry, Dornhoefer) — 26 min 39 s MacLeish (Dupont) — 37 min 39 s Nolet (Watson, Flett) — 48 min 5 s MacLeish (Clarke, Watson) — 59 min 27 s (CV) | 0-1 1-1 2-1 3-1 4-1 | Stemkowski (MacGregor, Rolfe) — 6 min 15 s - - |                  |
| Parent           | Gardiens | Giacomin            |                                                |                  |
|                  | |                     |                                                |                  |
| 28               | Tirs | 28                  |                                                |                  |

| 2 mai | Rangers de New York | 4-1 (1-1, 0-0, 3-0) | Flyers de Philadelphie | Madison Square Garden 17 500 spectateurs |

| Feuille de match | Feuille de match | Feuille de match    | Feuille de match                      | Feuille de match |
| ---------------- | --- | ------------------- | ------------------------------------- | ---------------- |
|                  | - Park — 16 min 59 s Harris (Rolfe, Rousseau) — 44 min 10 s Irvine (Butler, Stemkowski) — 45 min 46 s Vickers (Fairbairn, Rolfe) — 59 min 39 s (CV) | 0-1 1-1 2-1 3-1 4-1 | Saleski (Kindrachuk) — 5 min 41 s - - |                  |
| Giacomin         | Gardiens | Parent              |                                       |                  |
|                  | |                     |                                       |                  |
| 36               | Tirs | 25                  |                                       |                  |

| 5 mai | Flyers de Philadelphie | 4-3 (1-1, 2-0, 1-2) | Rangers de New York | The Spectrum 17 007 spectateurs |

| Feuille de match | Feuille de match | Feuille de match            | Feuille de match | Feuille de match |
| ---------------- | --- | --------------------------- | --- | ---------------- |
|                  | - MacLeish (Clarke, Barber) — 14 min 40 s (SN) Kindrachuk — 22 min 27 s Dornhoefer (MacLeish) — 31 min 28 s - Dornhoefer (Lonsberry, MacLeish) — 49 min 1 s - | 0-1 1-1 2-1 3-1 3-2 4-2 4-3 | Fairbairn (Park, Tkaczuk) — 13 min 43 s - Vickers (Tkaczuk, Fairbairn) — 43 min 49 s - Stemkowski (Vickers, Seiling) — 54 min 34 s |                  |
| Parent           | Gardiens | Giacomin                    | |                  |
|                  | |                             | |                  |
| 46               | Tirs | 34                          | |                  |

### Finale
| 7 mai | Bruins de Boston | 3-2 (2-0, 0-1, 1-1) | Flyers de Philadelphie | 15 003 spectateurs |

| Feuille de match | Feuille de match                                                                                                  | Feuille de match    | Feuille de match                                                                    | Feuille de match |
| ---------------- | --- | ------------------- | ----------------------------------------------------------------------------------- | ---------------- |
|                  | Cashman (Orr, Vadnais) — 12 min 1 s (SN) Sheppard (Forbes, Smith) — 13 min 1 s Orr (Hodge, Cashman) — 59 min 38 s | 1-0 2-0 2-1 2-2 3-2 | Kindrachuk (WatsonJo, Saleski) — 27 min 47 s Clarke (WatsonJo, Nolet) — 45 min 32 s |                  |
| Parent           | Gardiens | Gilbert             |                                                                                     |                  |
|                  | |                     |                                                                                     |                  |
| 31               | Tirs | 28                  |                                                                                     |                  |

| 9 mai | Bruins de Boston | 2-3 (pr) (2-0, 0-1, 0-0, 1-1) | Flyers de Philadelphie | Boston Garden 15 003 spectateurs |

| Feuille de match | Feuille de match                                                                            | Feuille de match    | Feuille de match                                                                                                   | Feuille de match |
| ---------------- | ------------------------------------------------------------------------------------------- | ------------------- | --- | ---------------- |
|                  | Cashman (Vadnais, P. Esposito) — 14 min 24 s P. Esposito (Hodge, Cashman) — 17 min 42 s - - | 1-0 2-0 2-1 2-2 2-3 | - Clarke (Flett, Schultz) — 21 min 8 s Dupont (MacLeish, Clarke) — 59 min 8 s Clarke (Flett, Schultz) — 72 min 1 s |                  |
| Gilbert          | Gardiens                                                                                    | Parent              | |                  |
|                  |                                                                                             |                     | |                  |
| 38               | Tirs                                                                                        | 31                  | |                  |

| 12 mai | Flyers de Philadelphie | 4-1 (2-1, 0-0, 2-0) | Bruins de Boston | The Spectrum 17 007 spectateurs |

| Feuille de match | Feuille de match | Feuille de match    | Feuille de match                      | Feuille de match |
| ---------------- | --- | ------------------- | ------------------------------------- | ---------------- |
|                  | - Bladon (Clarke, MacLeish) — 10 min 27 s Crisp — 15 min 43 s Kindrachuk (Saleski, Barber) — 47 min 53 s Lonsberry (MacLeish) — 54 min 19 s | 0-1 1-1 2-1 3-1 4-1 | Bucyk (Sheppard, Orr) — 1 min 3 s - - |                  |
| Parent           | Gardiens | Gilbert             |                                       |                  |
|                  | |                     |                                       |                  |
| 27               | Tirs | 25                  |                                       |                  |

| 14 mai | Flyers de Philadelphie | 4-2 (2-2, 0-0, 2-0) | Bruins de Boston | The Spectrum 17 007 spectateurs |

| Feuille de match | Feuille de match | Feuille de match        | Feuille de match                                                                       | Feuille de match |
| ---------------- | --- | ----------------------- | -------------------------------------------------------------------------------------- | ---------------- |
|                  | MacLeish (Bladon) — 4 min 40 s (SN) Schultz (Saleski, Van Impe) — 5 min 30 s - Barber (Lonsberry, Watson) — 54 min 25 s Dupont (Crisp, Clarke) — 56 min 40 s | 1-0 2-0 2-1 2-2 3-2 4-2 | - P. Esposito (Bucyk, Hodge) — 7 min 12 s (SN) Savard (Orr, Vadnais) — 11 min 24 s - - |                  |
| Parent           | Gardiens | Gilbert                 |                                                                                        |                  |
|                  | |                         |                                                                                        |                  |
| 31               | Tirs | 30                      |                                                                                        |                  |

| 16 mai | Bruins de Boston | 5-1 (1-0, 2-1, 2-0) | Flyers de Philadelphie | Boston Garden 15 003 spectateurs |

| Feuille de match | Feuille de match | Feuille de match        | Feuille de match                             | Feuille de match |
| ---------------- | --- | ----------------------- | -------------------------------------------- | ---------------- |
|                  | Sheppard (Orr) — 3 min 14 s (SN) - Orr (Sheppard, Bucyk) — 32 min 6 s Orr (Hodge, Smith) — 36 min 55 s Hodge (Sheppard, Bucyk) — 40 min 59 s (SN) Marcotte (Savard, O'Reilly) — 55 min 59 s (SN) | 1-0 1-1 2-1 3-1 4-1 5-1 | - Clement (Flett, Van Impe) — 26 min 4 s - - |                  |
| Gilbert          | Gardiens | Parent                  |                                              |                  |
|                  | |                         |                                              |                  |
| 38               | Tirs | 27                      |                                              |                  |

| 19 mai | Flyers de Philadelphie | 1-0 (1-0, 0-0, 0-0) | Bruins de Boston | The Spectrum 17 007 spectateurs |

| Feuille de match | Feuille de match                     | Feuille de match | Feuille de match | Feuille de match |
| ---------------- | ------------------------------------ | ---------------- | ---------------- | ---------------- |
|                  | MacLeish (Dupont) — 14 min 48 s (SN) | 1-0              | -                |                  |
| Parent           | Gardiens                             | Gilbert          |                  |                  |
|                  |                                      |                  |                  |                  |
| 26               | Tirs                                 | 30               |                  |                  |

## Effectif champion
La liste ci-dessous présente l'ensemble des personnalités faisant partie de l'effectif officiel champion de la Coupe Stanley :
Barry Ashbee, Bill Barber, Thomas Bladon, Bobby Clarke (capitaine), Bill Clement, Bruce Cowick, Terry Crisp, Gary Dornhoefer, André Dupont, Bill Flett, Bob Kelly, Orest Kindrachuk, Ross Lonsberry, Al MacAdam, Rick MacLeish, Simon Nolet, Bernie Parent, Don Saleski, Dave Schultz, Bobby Taylor, Ed Van Impe, Jimmy Watson et Joe Watson.